# Netinho ao Vivo!
Netinho ao Vivo! é um álbum ao vivo, gravado em Aracajú/SE, do cantor Netinho, lançado em 1996 pela Polygram (hoje Universal Music). O álbum vendeu mais de 1 milhão de cópias, sendo certificado com um disco de diamante pela ABPD. Em Portugal, foi o maior sucesso do cantor, muito graças ao tema "Milla", tendo atingido o nº 1 por 10 semanas e sendo o segundo disco mais vendido do ano de 1998. 

## Lista de faixas
| N.º | Título                                                            | Compositor(es)                                                        | Duração |  |
| 1.  | "Preciso de Você"                                                 | Gigi / Boca                                                           | 4:58    |  |
| 2.  | "Capricho dos Deuses"                                             | Jorge Zarath / Jauperi                                                | 3:45    |  |
| 3.  | "Barracos (Escombros)"                                            | Tenilson Del Rey                                                      | 3:42    |  |
| 4.  | "Pra Ela"                                                         | Gigi                                                                  | 3:53    |  |
| 5.  | "Total (Total) / Rainha do Baile"                                 | Jorge Zarath / Dito / Claudio Rabello; Jorge Zarath / Claudio Rabello | 4:35    |  |
| 6.  | "Milla"                                                           | Manno Góes/Tuca Fernandes                                             | 4:55    |  |
| 7.  | "A Vida é Festa"                                                  | Dito                                                                  | 2:46    |  |
| 8.  | "Tem Jeito Não"                                                   | Gigi                                                                  | 4:09    |  |
| 9.  | "Estrela Primeira (Amor Eu Fico)"                                 | Pierre Onassis                                                        | 3:46    |  |
| 10. | "Beijo na Boca"                                                   | João Guimarães / George Dias                                          | 3:45    |  |
| 11. | "Prefixo de Verão / We Are the World of Carnaval / Um Frevo Novo" | Beto Silva ; Nizan Guanaes ; Caetano Veloso                           | 6:13    |  |
| 12. | "Jeito Diferente / A Vida Não é Brincadeira / Qualquer Estação"   | Gigi; Jorge Zarath / Dito ; Gigi                                      | 8:39    |  |
| 13. | "Gostoso Demais / Menina"                                         | Dominguinhos / Nando Cordel; Paulinho Nogueira                        | 4:44    |  |
| 14. | "Menina Linda"                                                    | Gigi                                                                  | 3:43    |  |

## Certificados e vendas
| Região         | Certificação | Vendas/cópias |
| -------------- | ------------ | ------------- |
| Brasil (ABPD)  | Diamante     | 1.000.000     |
| Portugal (AFP) | 3× Platina   | 160.000       |